# Orde van Verdienste van de Arbeid (Hongarije)
De Volksrepubliek Hongarije stichtte in 1953 de Orde van Verdienste van de Arbeid . Deze in het Hongaars "Munka Érdemrend" geheten onderscheiding is een "socialistische orde" en heeft dus een enkele graad en dragers in plaats van ridders.
De orde werd in een wet in 1953 ingesteld en in 1963 hervormd. De onderscheiding werd voor "verdiensten voor de economie verleend".
Het kleinood heeft de vorm van een gouden ovale krans van korenaren met daarbinnen een kleine rode ster met gouden stralen op een witte ondergrond. De korenaren zijn met een lint in de drie kleuren van de Hongaarse vlag samengebonden. Het versiersel werd aan een driehoekig rood lint op de linkerborst gedragen.
Op de gladde gouden keerzijde staat een serienummer.